# La Bataille des chéries
La bataille des chéries est une série télévisée camerounaise  par Ebenezer Kepombia, diffusée depuis 2023 sur Canal Plus. Cette série est actuellement diffusée sur la plateforme streaming Cinaf.
Cette série explore les intrigues politiques et les relations tumultueuses dans un contexte africain fictif,.

## Synopsis
L'histoire se déroule dans la région fictive de Makoua, située dans le pays imaginaire de Nzuiland. Elle suit Elie Mba (interprété par Landry Gnamba), un politicien ambitieux qui brigue la présidence de son parti et devient gouverneur. Cependant, sa carrière politique est constamment perturbée par ses relations complexes avec cinq femmes au caractère fort. La série met en lumière des thématiques telles que le pouvoir, l'amour, la rivalité, la corruption et l'émancipation des femmes dans un milieu dominé par les hommes,.

## Fiche technique
- Réalisation : Ebenezer Kepombia
- Direction photographique : Jean Marc Anda[8]
- Montage : Antoine Fils Chatue[9], Otinan Betti Edouard Narcisse, junior tientcheu
- Makeup artist : Chinoso sunshine
- Caméra : Cédrick Giscard Mbogno
- Èquipe sonore : Carlos Takam, Emanuel wokam[10]
- Première diffusion : 28 août 2023 [11]

## Distribution

### Acteur principaux
- Muriel Blanche : Fatima Mba
- Ebenezer Kepombia : commandant Dialo
- Landry Gnamba : Élie Mba
- Massan Abikoro : Ndongo
- Denise Sack Abaze : Kana
- Lucie Memba : Ngobo

### Liste des acteurs
- Dina Essomba : Capwell Mba
- Therese Ngono : Bouleng
- Melanie Ngoga : Toure
- Deneuve Djobong: Maggy
- Daniel Nsang: général Koumassi
- Rigobert Tamwa : général Kuitchou
- Mfout Nchouwah : Dika
- Marielle Poro : Aïcha
- Tassi Sonfu : Rigo
- Christelle Sakina Sengue : Yvana
- Mohamed Nsango : Fotso[12]